# Mongolia na letnich igrzyskach olimpijskich
Mongolia wystartowała po raz pierwszy na letnich IO w 1964 roku na igrzyskach w Tokio i od tamtej pory wystartowała na wszystkich letnich igrzyskach, oprócz igrzysk w Los Angeles w 1984 roku. Pierwsze medale Mongolia zdobyła na igrzyskach w Meksyku w 1968 roku – były to srebro i trzy brązy. Pierwsze złoto (2 medale) zostały zdobyte na igrzyskach w Pekinie w 2008 roku.

## Klasyfikacja medalowa
| Olimpiada           | Złoto | Srebro | Brąz | Razem |
| ------------------- | ----- | ------ | ---- | ----- |
| 1964 Tokio          | 0     | 0      | 0    | 0     |
| 1968 Meksyk         | 0     | 1      | 3    | 4     |
| 1972 Monachium      | 0     | 1      | 0    | 1     |
| 1976 Montreal       | 0     | 1      | 0    | 1     |
| 1980 Moskwa         | 0     | 2      | 2    | 4     |
| 1988 Seul           | 0     | 0      | 1    | 1     |
| 1992 Barcelona      | 0     | 0      | 2    | 2     |
| 1996 Atlanta        | 0     | 0      | 1    | 1     |
| 2000 Sydney         | 0     | 0      | 0    | 0     |
| 2004 Ateny          | 0     | 0      | 1    | 1     |
| 2008 Pekin          | 2     | 2      | 0    | 4     |
| 2012 Londyn         | 0     | 2      | 3    | 5     |
| 2016 Rio de Janeiro | 0     | 1      | 1    | 2     |
| 2020 Tokio          | 0     | 1      | 3    | 4     |
| Razem               | 2     | 11     | 17   | 31    |

### Według dyscyplin
| Dyscyplina  | Złoto | Srebro | Brąz | Razem |
| ----------- | ----- | ------ | ---- | ----- |
| Judo        | 1     | 4      | 6    | 11    |
| Boks        | 1     | 2      | 4    | 7     |
| Zapasy      | 0     | 4      | 6    | 10    |
| Strzelectwo | 0     | 1      | 1    | 2     |
| Razem       | 2     | 11     | 17   | 31    |